# Зенон Тшцинський
Зенон Тшцинський (пол. Zenon Trzciński; 12 червня 1934, Познань — 19 листопада 2012, Варшава) — польський генерал, останній головний комендант громадянської міліції ПНР.

## Освіта
Дитячі роки Зенона Тшцинського припали на період німецької окупації. Тільки у лютому 1945 року він почав навчатися в школі. У 1953 році з відзнакою закінчив педагогічний ліцей. Працював учителем початкової школи. У 1954—1956 роках Тшцинський служив в армії ПНР.
Демобілізувавшись, вступив до Університету Адама Міцкевича, закінчив юридичний факультет. У 1974 році захистив докторську дисертацію на юридичному факультеті Університету Миколая Коперника у Торуні на тему «грабіж у польському кримінальному праві».

## Міліцейська служба
З 1956 року Зенон Тшциньський перебував в урядущій компартії ПОРП. У 1960 році вступив на службу у громадянську міліцію ПНР. З 1962 до 1964 рік заочно навчався в офіцерській школі міліції Щитно. Служив у слідчих підрозділах Познані, спеціалізувався на розслідуванні господарських злочинів.
У 1970—1972 роках Тшцинський у званні майора обіймав посаду коменданта громадянської міліції Познані. У 1972—1975 роках очолював Вищу школу міліції у Щитному. Цьому призначенню сприяло те, що головним комендантом громадянської міліції був генерал Казімеж Хойнацький, незадовго до того — прямий начальник Тшцинського у Познані. У 1975—1976 роках — комендант громадянської міліції у Любліні. З 1976 до 1980 рік — очолював Академію МВС.
У 1980—1981 роках полковник Тшцинський обіймав посаду коменданта громадянської міліції Щецина. Це було складною місією, оскільки місто було одним з центрів страйкового руху Солідарності, причому місцевий профцентр на чолі з Мар'яном Юрчиком стояв на непримиренних антикомуністичних позиціях. Особливо загострилося ситуація у березні (Бидгощські події) та жовтні 1981 року (I з'їзд «Солідарності»). Згодом Тшцинський згадував, що отримав з Варшави запечатаний пакет з інструкціями МВС про дії у надзвичайній ситуації.
Незадовго до запровадження воєнного стану Тшцинського переведено з Щецина до Варшави (на колишній посаді його змінив Ярослав Верніковський, до того заступник з держбезпеки). У центральному апараті МВС отримав призначення заступником головного коменданта громадянської міліції Юзефа Бейма. Призначення було сприйнято як знак особливої довіри до Тшцинського з боку керівництва МВС й особисто міністра Чеслава Кіщака. На своїй посаді Тшцинський брав участь у забезпеченні режиму воєнного стану, зокрема у репресивному придушенні опозиції. У 1984 році він отримав звання генерала бригади.

## Головний комендант
30 квітня 1987 року раптово помер Юзеф Бейм. За два тижні Зенон Тшцинський обійняв посаду головного коменданта громадянської міліції ПНР. У 1989 році йому надано звання генерала дивізії.
Ситуація у Польщі дедалі більше загострювалося, наростала хвиля протестів. У лютому 1989 року генерал Тшцинський особисто виїжджав у Ястшембе-Здруй на шахту «Липневий маніфест». Він намагався переконати шахтарів, що «політичні проблеми не можна розв'язати силою, а лише діями партії та партійних організацій». Ці навіювання виявилися марними: у серпні на шахті спалахнув страйк.

## Після відставки
Зенон Тшцинський виявився останнім головним комендантом громадянської міліції в історії ПНР. Страйкова хвиля 1988 року, Круглий стіл і парламентські вибори 1989 року призвели до зміни суспільно-політичного устрою Польщі.
У період керівництва Тшцинського відбулося останнє в історії застосування ЗОМО для розгону опозиційної демонстрації — 3 липня 1989 року у Варшаві.
Розуміючи свою невідповідність нової ситуації, 9 травня 1990 року Тшцинський подав у відставку, а 27 липня направив новому міністру внутрішніх справ Кшиштофу Козловському рапорт про вихід на пенсію.
У відставці займався науковою діяльністю, написав кілька робіт з юриспруденції. Помер у віці 78 років.